# Paul Fredericq

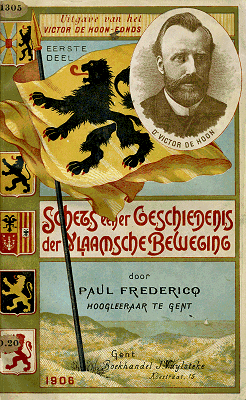

Paul Fredericq, född 12 augusti 1850 i Gent, död där 23 mars 1920, var en belgisk historiker och politiker.
Fredericq var 1879–83 professor i historia vid universitetet i Liège och därefter vid universitetet i Gent. Han gjorde sig bemärkt som representant för grundliga forskningsmetoder samt deltog dessutom livligt i de politiska partistriderna såsom en av ledarna för den flamländsk-liberala rörelsen. Under den tyska ockupationen av Belgien under första världskriget förordade han "moraliskt motstånd" mot tyskarna och blev därför, tillsammans med Henri Pirenne, i mars 1916 deporterad till Tyskland, där han var internerad till stilleståndet i november 1918. Han utsågs efter återkomsten till rektor vid Gents universitet.
Bland, hans många vetenskapliga skrifter kan nämnas Essai sur le rôle politique et social des ducs de Bourgogne dans les Pays Bas (1875), De Nederlanden onder keiser Karel V. De dertig eerste jaren der 16:e eeuw (1885) och Geschiedenis der inquisitie in de Nederlanden (två band, 1892–97). Han skrev en historia över den flamländska rörelsen, Scheets eener geschiedenis der vlaamsche beweging (1906–09).